# Rafael Batista Hernández
Rafael Batista Hernández, noto come Felo (Las Palmas, 24 ottobre 1936), è un ex calciatore spagnolo, di ruolo centrocampista.

## Palmarès

### Competizioni nazionali
- Campionato spagnolo: 5

Real Madrid: 1960-1961, 1961-1962, 1962-1963, 1963-1964, 1964-1965
- Coppa di Spagna: 1

Real Madrid: 1961-1962